# Гнелицкий, Андрей Владимирович
Андрей Владимирович Гнелицкий (22.06.1988, Казань) — российский шашист, международный гроссмейстер. Чемпион мира 2019 года в составе сборной России, бронзовый призер Кубка мира 2016 года, победитель и призер этапов Кубка мира. Серебряный призер первенства мира среди молодежи до 23 лет; бронзовый призер чемпионата России среди мужчин в составе команды Республики Татарстан; серебряный призер Кубка России среди мужчин в быстрой программе; чемпион Республики Татарстан среди мужчин в молниеносной программе; победитель четвёртого Мемориала Р. Г. Нежметдинова.
Тренер Андрея Гнелицкого — Дмитрий Цинман, первый тренер — Квардаков Владимир Иванович.

## Спортивная карьера
Занимается шашками с 1997 года. Начал в клубе «Ракета» у тренера-преподавателя Квардакова Владимира Ивановича. В 1998 году получил 1 разряд. На первых для себя выездных соревнованиях «Волжские Зори-2000» Андрей Гнелицкий стал бронзовым призером, завоевав первую медаль на всероссийском уровне. Позже начал заниматься международными шашками у Альберта Валиевича Аксанова.
В 2005 году выполнил норму мастера спорта России, в 2008 — мастера ФМЖД, в 2019 — международного гроссмейстера.

## Результаты
- Многократный победитель первенств РТ среди юношей, призер чемпионатов и кубков РТ по русским и международным шашкам.
- 2002 год — победитель первенства мира по русским шашкам среди юношей не старше 1987 г. р.
- 2004 год — 2 место в первенстве мира по русским шашкам среди юношей
- 2005 год — 2 место в первенстве России по русским шашкам среди юношей
- 2006 год — бронзовый призер командного чемпионата России по шашкам среди мужчин в составе команды РТ
- 2007 год — 2 место в первенстве России по русским шашкам среди юношей 1988—90 г. р.
- 2008 год — победитель IV Мемориала Р. Г. Нежметдинова по русским шашкам
- 2009 год — серебряный призер Кубка России по современным русским шашкам среди мужчин
- 2010 год — вице-чемпион мира среди молодежи по современным русским шашкам
- 2016 год — бронзовый призер Кубка мира по шашкам
- 2019 год — чемпион мира по шашкам в составе сборной России